# Monza–Molteno-vasútvonal
A Monza–Molteno-vasútvonal  egy 29 km hosszúságú, normál nyomtávolságú, egyvágányú vasútvonal Olaszországban, Lombardia régióban Monza és Molteno között. A vonal nem villamosított, fenntartója az RFI.
A vonalat magánvasútként 1911. október 14-én nyitották meg.
Az egyetlen vonatjárata a milánói elővárosi vasútvonal S7-es Milánó-Monza-Molteno-Lecco járata.
Monzát Leccóval még egy másik vasútvonal, a Milánó-Monza-Carnate-Lecco-vasútvonal is összeköti.